# Aubercy Bottier
 (novembre 2019).
Aubercy est une maison française de botterie, de cordonnerie et de prêt-à-chausser, fondée en 1935 par André et Renée Aubercy, au 34, rue Vivienne, à Paris.
En 2019, Aubercy est toujours une maison familiale et indépendante, administrée par Philippe, Odette et leur fils, Xavier Aubercy.

## Histoire
La maison est née en 1935 du mariage d'André et de Renée Aubercy. La maison Aubercy commence par fabriquer des souliers de prêt-à-chausser haut de gamme. Les premiers souliers de la maison sont fabriqués à Paris, dans un petit atelier du quartier des Buttes-Chaumont. Leur forme est pensée pour répondre à la clientèle de la haute société qu'André Aubercy a fréquenté durant l'Entre-deux-guerres, dont le Duc de Windsor, Albert Sarraut et surtout, le Baron de Redé et Arthuro Lopez. Ces derniers seront d'une forte influence sur le style de la maison.
Au sortir de la guerre, la maison Aubercy est fréquentée de nombreuses personnalités, dont Paul Meurisse, Sacha Guitry et Jacques Charron.
Dans les années 1970, Philippe et Odette Aubercy succèdent à André Aubercy et développent une ligne féminine, une ligne de maroquinerie et un service de commande spécial où tous les modèles sont personnalisables à l'envi.
La maison est aujourd'hui dirigée par le fils de Philippe, Xavier Aubercy. Poursuivant le travail artisanal des générations précédentes, il a développé de nombreux modèles de prêt-à-chausser haut de gamme,, puis a ouvert un atelier de botterie, à Paris, au début des années 2000, et un atelier de cordonnerie de luxe.

## Style
Le style Aubercy, résolument français, se veut la synthèse des styles anglais et italiens.
Le style Aubercy s'exprime grâce aux nombreux éléments techniques empruntés au sur-mesure : l'usage du bout serre-d'aigle, la trépointe cousue main, les coutures doublées, la découpe et le montage à la main.

## Distinction
Le Ministère de l'Économie et des Finances décerne en juin 2016 à la maison Aubercy le label d'Entreprise du patrimoine vivant.